# Thing-Eiche Sarau
Die Thing-Eiche Sarau ist eine Eiche im Dorf Sarau – einem Ortsteil der Gemeinde Glasau – im Kreis Segeberg in Schleswig-Holstein.
Sie befindet sich an dem vor 1109 als Thing-Stätte genutzten Platz – an dem später die Sarauer Kirche errichtet wurde – und wird durch einen Stein mit der Inschrift "Thinkplatz vor 1109" markiert.

## Sonstiges
Neben der Eiche befindet sich eine Stele die an den KZ Fürstengrube-Todesmarsch erinnert.

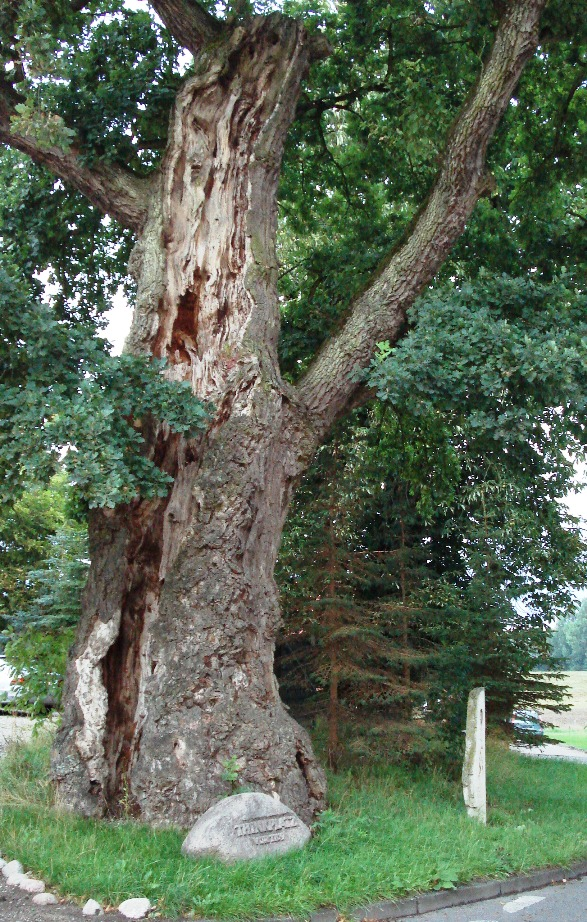
Die Thing-Eiche in Sarau
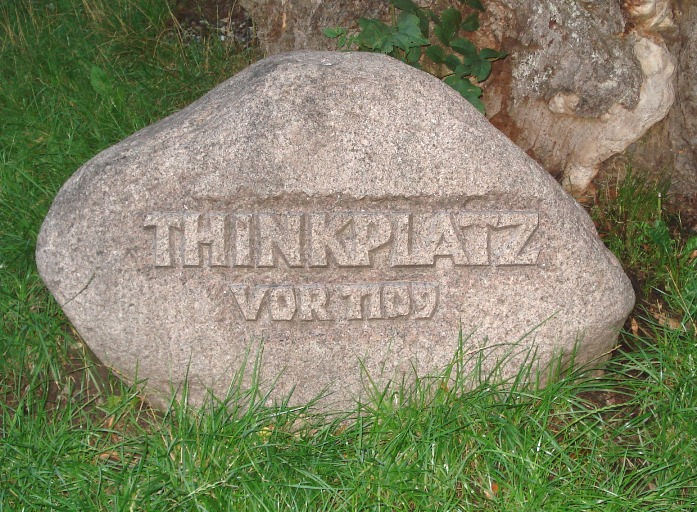
Stein an der Thing-Eiche in Sarau (Inschrift: "Thinkplatz vor 1109")
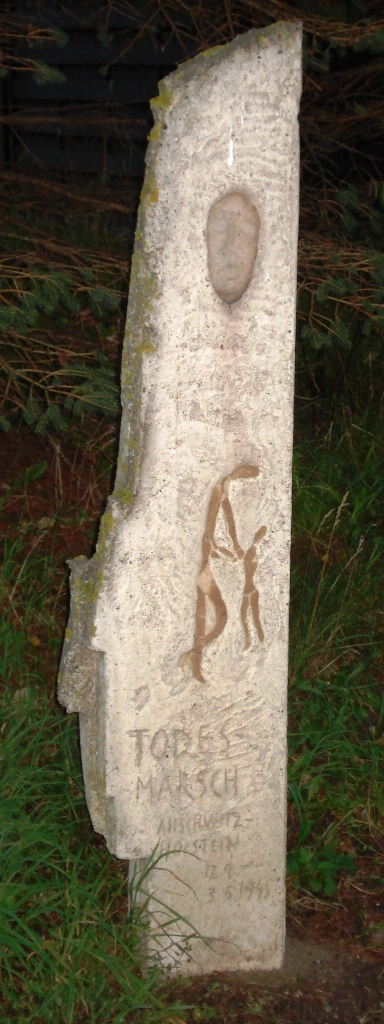
Erinnerungsstele an den KZ Fürstengrube-Todesmarsch